# TNT (chaîne de télévision russe)
Pour les articles homonymes, voir TNT.
TNT (en russe ТНТ)  est une chaîne de télévision privée russe fondée en septembre 1997.

## Histoire
Lors de sa fondation en septembre 1997, TNT appartenait à la holding Media-Most de Vladimir Goussinski. La chaîne peine au début à trouver son public et jusqu'à la saison 2002-2003, son concept n'est pas bien défini. Pensée pour un large auditoire, la chaîne diffuse alors alternativement des documentaires, des dessins animés et des séries. Le 1er février 2003, une nouvelle grille de programmes met résolument l'accent sur le divertissement et la télé-réalité. En 2006, la chaîne se concentre davantage sur la diffusion de séries, la télé-réalité se limitant à la diffusion de дом-2 et Bitva Ekstrasensov. 
TNT cesse d'être diffusée à Minsk le 1er juin 2011 à la suite de plaisanteries sur le président biélorusse Alexandre Loukachenko diffusée sur la chaîne.
Le 1er février 2014 a lieu le lancement de la chaîne TNT-Comedy et d'une version internationale de TNT.
En février 2016, des changements intervenus dans la structure de la chaîne voient l'apparition d'un directeur général de la holding GPI Razvlekatelnoe TV en la personne d'Arthur Djanibekian, ainsi que de la fonction de directeur de TNT, à laquelle est nommé Igor Mishine, qui y reste jusqu'au 15 juin 2016,,.